# Frankensteins Kater
Frankensteins Kater ist eine britisch-französisch-kanadische Zeichentrickserie, die 2006 produziert wurde. Sie basiert auf dem gleichnamigen Kinderbuch von Curtis Jobling.

## Handlung
Auf Burg Frankenstein leben verschiedene seltsame Kreaturen. Eine davon ist der Kater Nono Neunerstreuner, der von Dr. Frankenstein erschaffen wurde. Dieser ist allerdings nicht vollständig vollendet und verliert daher immer wieder Körperteile. Zudem ist er hyperaktiv und riecht ziemlich streng. Zur Seite steht ihm aber seine Freundin Lottie, die in der Nähe von der Burg wohnt und das einzige Mädchen in der Stadt ist und es daher nicht immer leicht hat. Gemeinsam gehen sie durch dick und dünn und erleben viele Abenteuer und veranstalten Streiche. 

## Produktion und Veröffentlichung
Die Serie wurde 2006 in dem Vereinigten Königreich, Frankreich und Kanada produziert. Dabei sind 30 Folgen entstanden.
Die deutsche Erstausstrahlung fand am 4. Januar 2009 auf KI.KA statt. Weitere Ausstrahlungen erfolgten ebenfalls auf Hr-fernsehen. Zudem wurde die Serie auf DVD veröffentlicht.

## Episodenliste
| Folge | deutscher Titel                | deutsche Erstausstrahlung |
| 1     | Wochenende mit Hamster         | 04.01.2009                |
| 2     | Der verflixte Pickel           | 06.10.2010                |
| 3     | Sag mir, wo die Monster sind   | 11.01.2009                |
| 4     | Der Monsterjäger               | 07.10.2010                |
| 5     | Der Schnuppertag               | 18.01.2009                |
| 6     | Die Mauer                      | 08.10.2010                |
| 7     | Eine schöne Bescherung …       | 25.01.2009                |
| 8     | Eine Burg verschwindet         | 11.10.2010                |
| 9     | Bitte recht freundlich!        | 01.02.2009                |
| 10    | Hereinspaziert!                | 20.04.2010                |
| 11    | Ein Geist kommt selten allein  | 08.02.2009                |
| 12    | Stroh macht froh               | 13.10.2010                |
| 13    | Wahltag                        | 15.02.2009                |
| 14    | Hirne auf der Flucht           | 14.10.2010                |
| 15    | Einer wird gewinnen            | 22.02.2009                |
| 16    | Von Helden und Heldinnen       | 15.10.2010                |
| 17    | Wer ist hier das Baby?         | 01.03.2009                |
| 18    | Der Filmstar und das Biest     | 22.04.2010                |
| 19    | Die Neue                       | 08.03.2009                |
| 20    | Die Gruselshow                 | 19.10.2010                |
| 21    | Freitag, der 13.               | 15.03.2009                |
| 22    | Der Dieb mit den Riesenfüßen   | 20.10.2010                |
| 23    | Die Geschichte mit dem Schwanz | 22.03.2009                |
| 24    | Eichhörnchen des Grauens       | 21.10.2010                |
| 25    | In der Falle                   | 29.03.2009                |
| 26    | Die doppelte Lottie            | 23.04.2010                |
| 27    | Verrückte Wissenschaft         | 05.04.2009                |
| 28    | Der kleine Horrorladen         | 25.10.2010                |
| 29    | Lotties neuer bester Freund    | 12.04.2009                |
| 30    | Hexenjagd                      | 26.10.2010                |